# Зарічний (Гур'євський округ)
Зарі́чний (рос. Заречный) — селище у складі Гур'євського округу Кемеровської області, Росія.
Стара назва — совхоз Салаїрський.

## Населення
Населення — 121 особа (2010; 178 у 2002).
Національний склад (станом на 2002 рік):
- росіяни — 99 %